# Barong

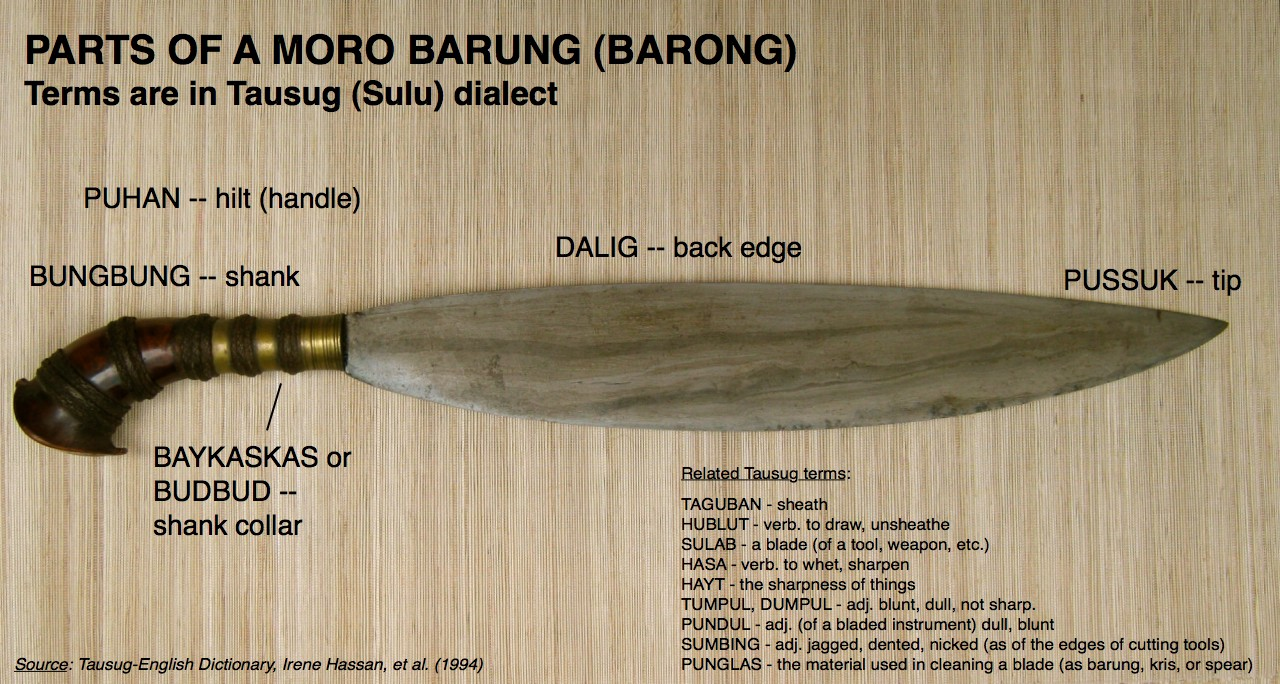
Parts d'una espasa barong.

El barong (escrit també com barung), és una arma en forma de ganivet que consta d'una fulla curta i ampla, d'un sol tall, considerat com l'arma nacional dels Tausugs és a dir dels moros de l'illa de Sulu al sud de les Filipines. El barung té fulles gruixudes i fortes amb un pes que ajuda a la capacitat del tall de l'espasa. La longitud de la fulla del té un rang de 20 a 56 cm, si bé les més actuals tendeixen a mesurar entre 46 a 56 cm.
La majoria dels mànecs tenen una màniga de plata i anells de fibra trenada lacats que s'assenten a la part superior. Les empunyadures nobles estaven fetes d'ivori, banya de carabao, o kamagong (banús de les Filipines). Altres espases barong tenen empunyadures menys elaborades i són de menor grandària. Motius comuns inclouen la cacatua i naga (drac). La fèrula metàl·lica llarga es fa amb més freqüència de plata, encara que també s'utilitza el coure o llautó. Els barongs utilitzats a la Segona Guerra Mundial també podien tenir casquets d'alumini.